# حلقي الهكسانول
حلقي الهكسانول هو كحول ثانوي، من مشتقات حلقي الهكسان. للمركب الصيغة المجملة C6H12O.

## التحضير
- يحضر حلقي الهكسانول من الأكسدة الحفزية لحلقي الهكسان بأكسجين الهواء الجوي.

إن التفاعل يتم بآلية جذرية بحيث يتشكل لدينا منتج مرحلي وهو هيدرو بيروكسيد حلقي الهكسان (هيدروبيروكسيد سيكلوهكسان)، والذي بدوره يتفكك تلقائياً ليعطي كل من المنتجين النهائيين حلقي الهكسانول وحلقي الهكسانون. تفصل المنتجات عن بعضها بالتقطير
- يمكن أن يحضر حلقي الهكسانول بطريقة أخرى وذلك بهدرجة الفينول حفزياً.

## الخصائص
- بنصهر حلقي الهكسانول عند 24°س ويغلي عند 161°س.
- ينحل المركب بشكل جيد في الإيثانول، أما في الماء فينحل 56.7 غ من مركب حلقي الهكسانول لكل ليتر من الماء.
- مركب حلقي الهكسانول السائل له رائحة مميزة.
- نقطة الوميض لمركب حلقي الهكسانول تبلغ 68°س، في حين أن درجة الاشتعال تبلغ 290°س.
- بما أن كثافة حلقي الهكسانول 0,95 غ/سم3 أقل من الماء، فإنه يطفو على سطحه.
- عند درجة حرارة الغرفة يكون لحلقي الهكسانول قوام لزج.

## الاستخدامات
- يستخدم في عمليات الاستخلاص وكمحل عضوي (مذيب عضوي).
- يستخدم في عمليات الاصطناع العضوي.
- يستخدم كمادة عيارية في الكروماتوغرافيا الغازية.

## السلامة
مركب حلقي الهكسانول ضار بالصحة.